# Боргето (Арецо)
Боргето је насеље у Италији у округу Арецо, региону Тоскана.
Према процени из 2011. у насељу је живело 341 становника. Насеље се налази на надморској висини од 251 м.